# Ian Chubb

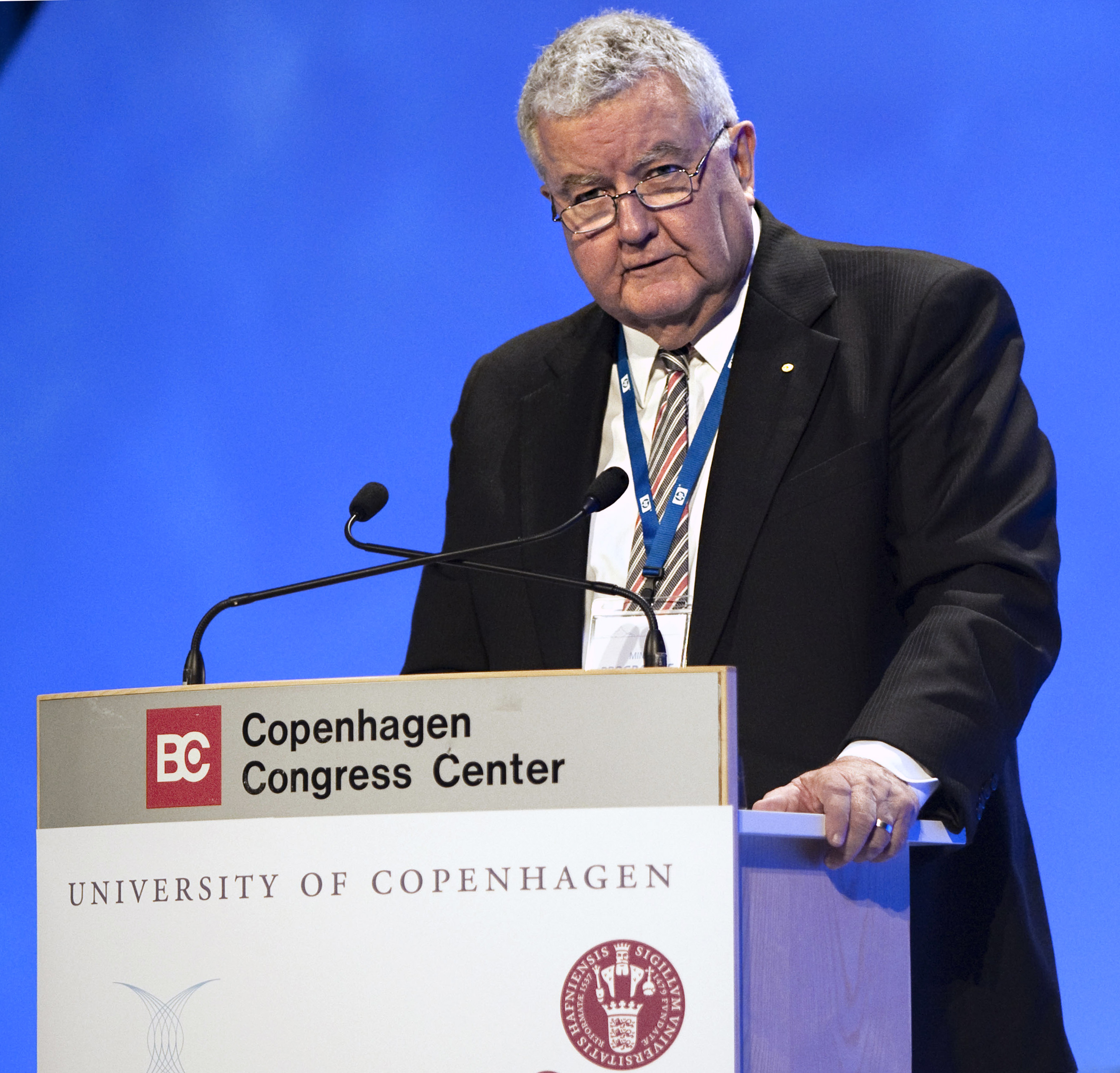
Ian Chubb, 2009

Ian Chubb es el vicecanciller de la prestigiosa Universidad Nacional de Australia. Ha ocupado este puesto desde 2001.
Chubb tiene un máster en ciencia, un "DPhil" de la Universidad de Oxford y es un doctor de ciencia honorario de la Universidad Flinders. Le hicieron oficial en la división general de la Orden de Australia en los honores del cumpleaños de la reina de 1999, y fue nombrado compañero de la orden en 2006 para el servicio en una educación más elevada. 
Chubb es también vicecanciller de la Universidad Flinders, diputado Vicecanciller de la Universidad de Wollongong, presidente Comité de vicecancilleres de Australia y presidente de Grupo Ocho, grupo de trabajo de universidades.
Ha sido elegido presidente del International Alliance of Research Universities (IARU) durante el periodo del 2006-07.